# Ромитело (Палермо)
Ромитело је насеље у Италији у округу Палермо, региону Сицилија.
Према процени из 2011. у насељу је живело 41 становника. Насеље се налази на надморској висини од 593 м.